# Kościół Trójcy Przenajświętszej w Raczkach
Kościół Trójcy Przenajświętszej w Raczkach – rzymskokatolicki kościół parafialny znajdujący się w dawnym mieście, obecnie wsi Raczki, w województwie podlaskim. Należy do dekanatu Suwałki - Ducha Świętego diecezji ełckiej.

## Historia
Jednonawowa świątynia została wzniesiona w latach 1766 – 1823 przez Michała i Ludwika Paców według projektu architektów: Aignera i Markoniego. W dniu 27 września 1835 roku budowla została poświęcona przez księdza biskupa Stanisława Kostkę Choromańskiego, administratora diecezji augustowskiej. W 1934 roku podczas urzędowania księdza Witolda Balukiewicza zostały dobudowane nawy boczne. Przed 1970 rokiem, podczas urzędowania księdza proboszcza Czesława Rogalskiego świątynia została wyremontowana. Prace polegały na wymianie sklepienia nawy głównej z półkolistego na płaskie, wykonaniu witraży i zainstalowaniu organów o 23 głosach. W latach 2003–2007 budowla została gruntownie odnowiona. Prace polegały na odrestaurowaniu elewacji zewnętrznej, przebudowie prezbiterium i zamontowaniu nowych stalli, uruchomieniu nowego nagłośnienia, malowaniu i ozłoceniu wnętrza.

## Wyposażenie
W ołtarzu głównym przedstawienie Golgoty z krzyżem usytuowanym pośrodku. Zabytkowe figury: św. Jana Nepomucena (z XIX wieku, drewniana), św. Jana Apostoła, św. Cecylii i Dawida (z XIX wieku, wszystkie gipsowe).